# Белый, Аркадий Львович
Арка́дий Льво́вич Бе́лый (род. 31 мая 1973, Москва, СССР) — российский футболист, игрок в мини-футбол, мини-футбольный телекомментатор. Исполнительный директор футзального клуба КПРФ.

## Биография
Окончил спортивную школу, затем филологический факультет МГУ имени М. В. Ломоносова.
Всю карьеру провёл в московской «Дине», выиграв с ней множество трофеев. В сезонах 1992—1993 и 1997-98 признавался лучшим нападающим России. Провёл 59 матчей за сборную России по мини-футболу, входил в состав команды, выигравшей в 1999 году золото Чемпионата Европы по мини-футболу.
Завершив игровую карьеру, на протяжении одного сезона являлся главным тренером «Дины», после чего возглавил департамент селекции в мини-футбольной академии «Дина». В сезоне 2006/07 Белый также возглавлял азербайджанский «Араз» в матчах Кубка УЕФА по мини-футболу (в матчах внутреннего первенства командой руководил другой специалист).
Работал комментатором футбола и мини-футбола на телеканалах «Россия» и «Спорт». В 2007—2008 годах являлся одним из постоянных ведущих телепрограммы «Футбол России» на телеканале «Спорт».
С 10 сентября 2010 года и по настоящее время является исполнительным директором МФК КПРФ.
В апреле 2019 года вместе с Валерием Чумаченко основал Центр футбольного мастерства своего имени — «Академия Аркадия Белого».

## Достижения
- Чемпион Европы по мини-футболу : 1999
- Серебряный призёр чемпионата Европы по мини-футболу : 1996
- Бронзовый призёр чемпионата Европы по мини-футболу : 2001
- Победитель студенческого чемпионата мира по мини-футболу : 1994
- Чемпион России по мини-футболу (8): 1992/1993, 1993/94, 1994/95, 1995/96, 1996/97, 1997/98, 1998/99, 1999/2000
- Обладатель кубка России по мини-футболу (7): 1992, 1993, 1995, 1996, 1997, 1998, 1999
- Турнир Европейских Чемпионов по мини-футболу (3): 1995, 1997, 1999
- Межконтинентальный Кубок по мини-футболу : 1997
- Обладатель Кубка Высшей Лиги (2): 1993, 1995

Личные:
- Лучший нападающий чемпионата России (2): 1992/93, 1997/98